# سگد ۲۸۱۹۶
سیارک ۲۸۱۹۶ (به انگلیسی: 28196 Szeged، نامگذاری:1998XY12) بیست و هشت هزار و صد و نود و ششمین سیارک کشف شده‌است که در ۱۵ دسامبر ۱۹۹۸ کشف شد.